# Blýskavka ořešáková
Blýskavka ořešáková (Amphipyra pyramidea) je noční motýl z čeledi můrovitých. Dorůstá délky 20–25 mm, rozpětí křídel se pohybuje v rozmezí 45–50 mm. Synonymními českými názvy tohoto druhu jsou leskňačka ořešáková nebo leskňačka rudokřídlá.

## Popis

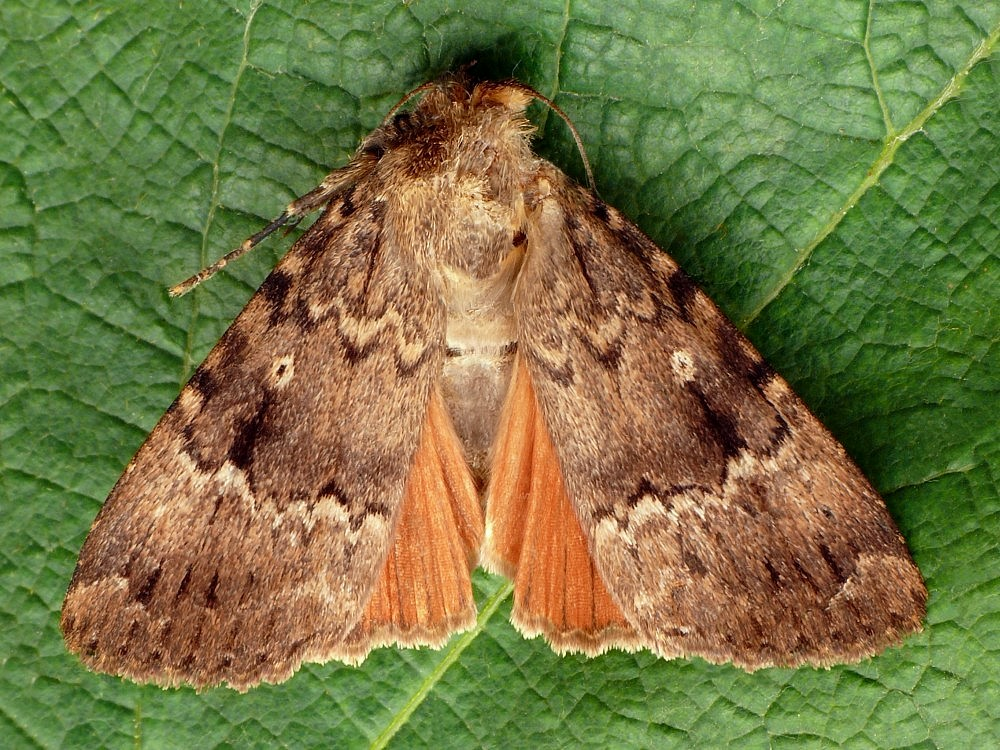
Blýskavka ořešáková

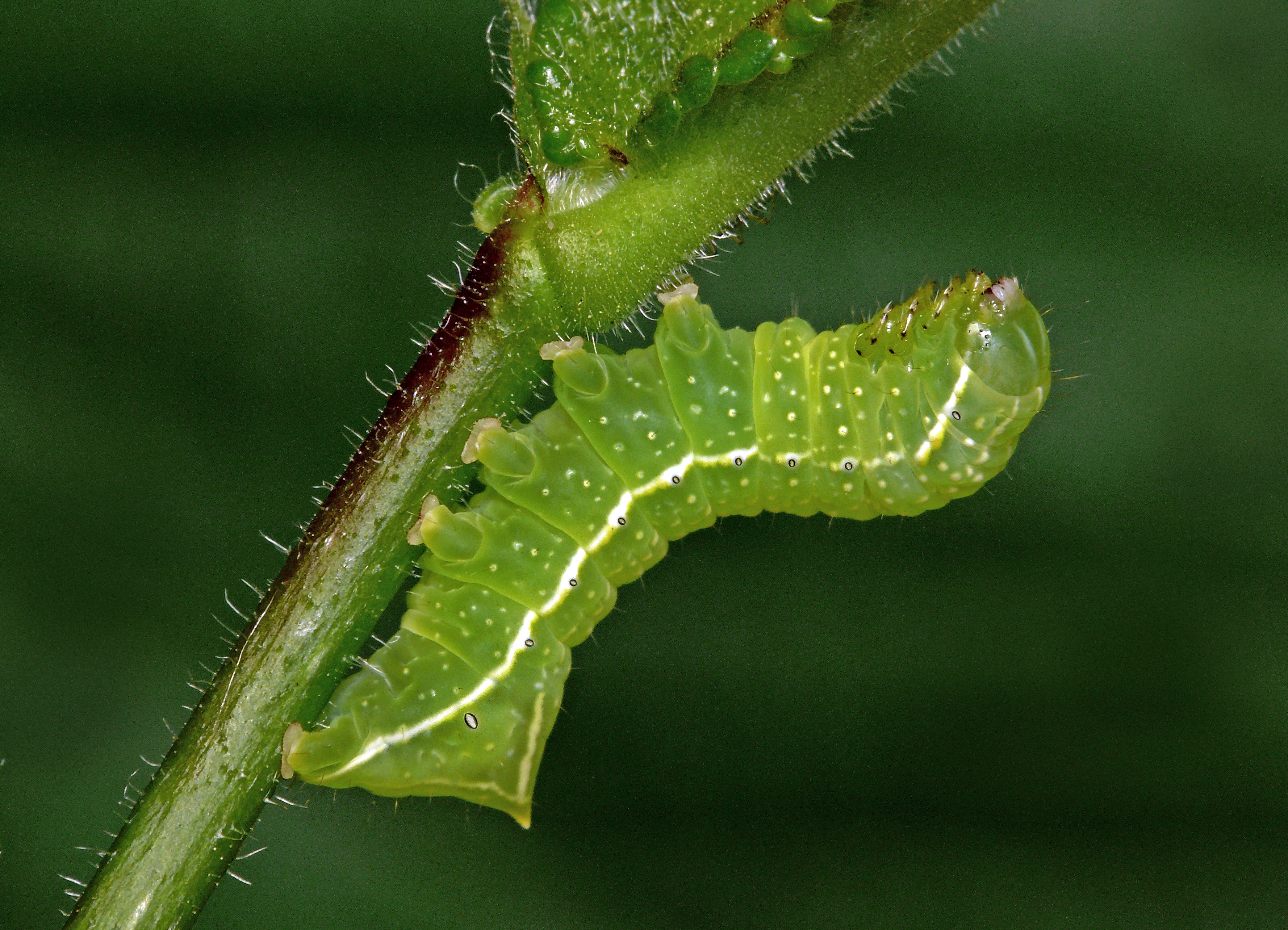
Housenka blýskavky ořešákové

Tělo můry je hnědé nebo šedohnědé. Přední křídla jsou tmavě hnědá, se skvrnami a klikatými proužky, zadní křídla mají oranžovou barvu. Housenka je světle zelená s bílým proužkem po celé délce těla a malými bílými skvrnami. Na zadním konci těla má trnovitý výběžek.

## Rozšíření
Blýskavka je rozšířena po celém území České republiky. Vyskytuje se také v jiných zemích Evropy a v mírném pásmu Asie a Severní Ameriky.

## Ekologie
Blýskavka se vyskytuje v lesích a na jejich okrajích, v křovinách, parcích, zahradách atp. Přes den se ukrývá pod kůrkou, v různých dutinách včetně ptačích budek, v jeskyních a budovách a vylétá až v noci. Její housenky se živí listy různých listnatých stromů. Housenky se líhnou na jaře, vyskytují se od dubna do července a kuklí se ve spadaném listí. Blýskavky ořešákové jsou jednogenerační, jejich vajíčka přezimují.